# Кеазим Исинов
Кеазим Исинов е български художник живописец.

## Биография
Роден е на 16 април 1940 година в Садовец, област Плевен, България. През 1968 година завършва специалност „Живопис“ във Висшия институт за изобразително изкуство „Николай Павлович“, в класа на проф. Ненко Балкански. Освен с живопис се занимава и с малка пластика, скулптура и миниатюри.
Първата му самостоятелна изложба е през 1971 година. През 1977 години получава първа награда на Международната изложба в Габрово, а през 1981 година – трета награда на живописната изложба по случай 1300 години България.
Има над 30 самостоятелни изложби в България и над десет по света. През 2005 г. е обявен за художник на хилядолетието, след като печели конкурса „Милениум“ в Холандия на тема „1001 причини да обичам Земята“.
Носител на ордена „Св. св. Кирил и Методий“ I степен за големи заслуги в областта на културата.
Умира на 17 февруари 2023 година.